# Trinidad (Paraguay)
Pour les articles homonymes, voir Trinidad.
La ville de Trinidad au Paraguay se situe dans le département d'Itapúa, à 28 km de la ville de Encarnación et rivière Parana qui est frontière avec l'Argentine..
Des ruines d'une réduction et mission des Jésuites parmi les Guaranis construite en 1706 par le père jésuite Juan de Anaya témoignent du passage des missionnaires européens chargés d'évangéliser les amérindiens Guaranís. 'La Santísima Trinidad de Paraná' est inscrite au patrimoine mondial de l'Humanité par l'UNESCO depuis 1993.